# Adelsö
Adelsö is een Zweeds eiland en ligt in het midden van het Mälarmeer ten westen van Stockholm. Het behoort tot de gemeente Ekerö.
De archeologische plaats Hovgården ligt op het eiland en was vroeger het bestuurlijke centrum van het vikingbolwerk op het nabijgelegen eiland Björkö.
Het hoogste punt is de berg Kunsta met een hoogte van 53 meter.